# Donde mueren las palabras
Donde mueren las palabras es una película de Argentina en blanco y negro dirigida por Hugo Fregonese según el guion de Homero Manzi y Ulyses Petit de Murat que se estrenó el 25 de abril de 1946 y que tuvo como protagonistas a Enrique Muiño, Darío Garzay, Héctor Méndez e Ítalo Bertini. La película tuvo además la colaboración de Margarita Wallmann en la coreografía, esculturas de Mario Arrigutti y Germen Gelpi y la supervisión de Lucas Demare. Es el primer largometraje dirigido por Fregonese.
En una encuesta de las 100 mejores películas del cine argentino llevada a cabo por el Museo del Cine Pablo Ducrós Hicken en el año 2000, la película alcanzó el puesto 43.

## Sinopsis y notas
Un anciano huye de su propio pasado en este film.

El film fue un éxito en su tiempo, y su eficacia formal permitió a Fregonese obtener un contrato en la Metro-Goldwyn-Mayer. La escena culminante de esta historia con ecos expresionistas es un extenso ballet, coreografiado por Margarita Wallman sobre música de Beethoven, cuya puesta en escena cinematográfica supuso un verdadero tour de force para el director. Un año antes, Fregonese había codirigido el film "Pampa Bárbara" con su mentor Lucas Demare, pero fue su trabajo en "Donde mueren las palabras" el que le permitió convertirse en el primer director argentino que hizo carrera en Hollywood.

## Reparto
- Enrique Muiño ... Vittorio
- Darío Garzay ... Darío
- Héctor Méndez ... Rogelio
- Italo Bertini ... Carlo Carletti
- Aurelia Ferrer
- María Ruanova ... Bailarina
- René Mugica
- Pablo Cumo
- Linda Lorena ... Fedora Lauzan
- María Hurtado
- José A. Vázquez
- Enrique Ferraro
- Vittorio Podrecca y sus Piccoli
- Milita Brandon
- Orestes Soriani

## Comentarios
Roland opinó:

”Un tema pequeño pero hermoso… tal vez el diálogo no se mantenga a la altura del asunto… Hugo Fregonese, en su primer trabajo independiente, revela una inquietud loable y, sobre todo, un gran amor por la imagen. Enrique Muiño, al frente del homogéneo reparto… cumple otra de sus grandes creaciones, tal vez la mejor por ser la más difícil y la más completa.”

Calki por su parte dijo:

”En ningún momento la realización pierde su elevado tono y su jerarquía, y si asoma algún rasgo de timidez en la resolución de algunos momentos, hay otros, sólidos y valiosos, que acreditan calidad.”

Manrupe y Portela escriben:

”De anécdota obvia, la ópera prima de Fregonese en solitario permanece todavía como un ejemplo único y pionero de ballet filmado. La música clásica como leit motiv total, es lo que le da fuerza y validez por sobre otros rubros, envejecidos y mojigatos. Los valores de producción son relevantes.”